# 尤利乌斯·席勒

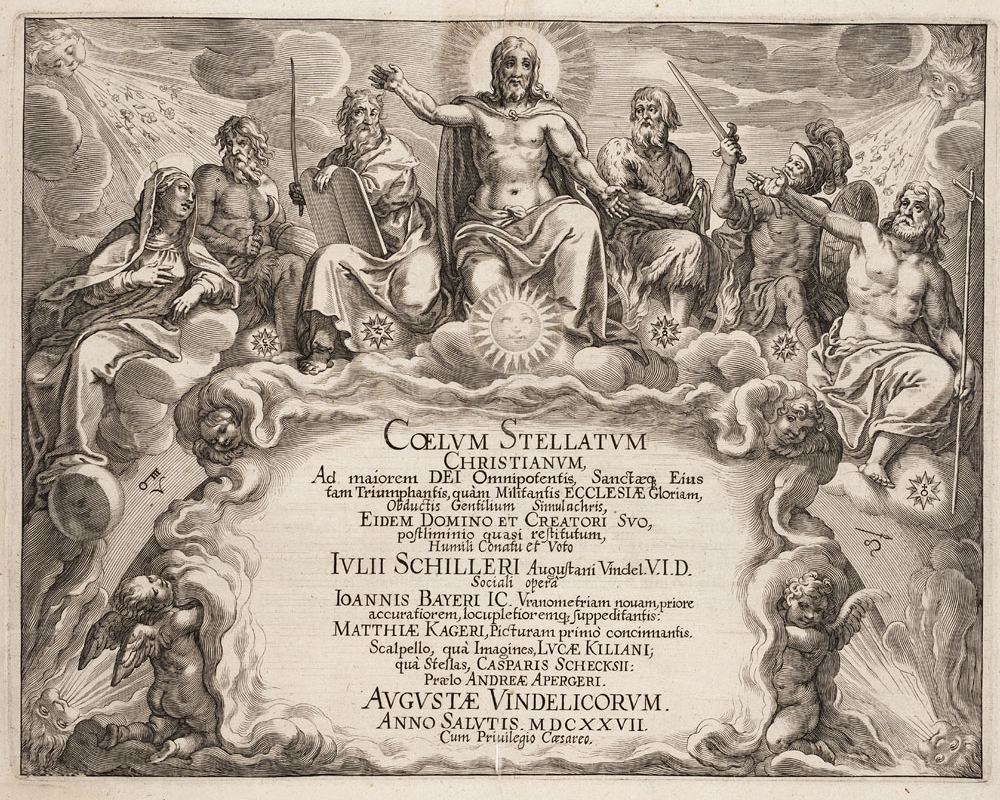
《基督教星图》扉页

尤利乌斯·席勒（德語：Julius Schiller；1580年—1627年），是一位来自奥格斯堡的律师，像他的同胞兼同事约翰·拜耳一样出版了天体星图。
席勒在拜耳去世的那年，经他的帮助出版了“基督教星图”（Coelum Stellatum Christianum）。他在该图中用圣经和早期基督徒人物取代了异教的星座。具体来说，席勒用十二圣徒代替了黄道十二宫，北方星座全部来自新约圣经中的人物，南天星座则是旧约圣经中的角色。
行星、太阳和月亮也被换成圣经中的人物。
该星图由艺术家卢卡斯基·利恩（Lucas Kilian）雕刻成板画。
相较与拜耳的“乌兰诺米特里亚”测天图（Uranometria），该星图被认为只是满足于一种好奇心，并没有得到广泛的认可。

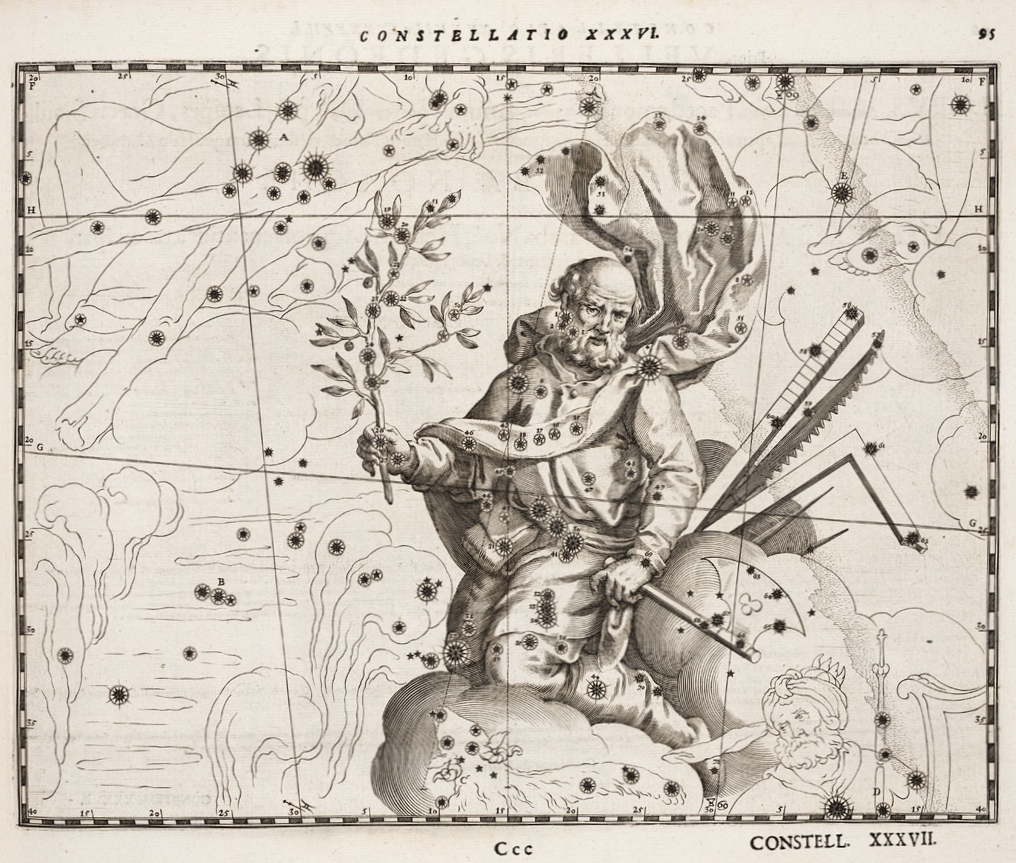
圣若瑟,席勒用他代替猎户座.